# Faisal Karim
Faisal Karim (* 21. Dezember 1981) ist ein ehemaliger pakistanischer Boxer.
Er gewann bei den Südasienspielen 2004 die Goldmedaille im Weltergewicht. Kurz danach gewann er das Green-Hill-Turnier und qualifizierte sich dadurch für die Olympischen Spiele. Im Juni wurde bekannt, dass Karim einen positiven Dopingtest abgegeben hatte, er wurde aber nur verwarnt. Bei den Olympischen Spielen in Athen schied er schon in der ersten Runde gegen den späteren Bronzemedaillengewinner Ionuț Gheorghe aus. Bei den Südasienspielen 2006 gewann er wieder die Goldmedaille. Weil er aber wieder positiv getestet wurde, bekam er den Titel aberkannt und wurde lebenslang gesperrt.